# 14 février aux Jeux olympiques d'hiver de 2022
Pour un article plus général, voir Jeux olympiques d'hiver de 2022.
Le lundi 14 février aux Jeux olympiques d'hiver de 2022 est le treizième jour de compétition.

## Programme
| Heure UTC+8 (Pékin)                           |               |
| bleu                                          | Cérémonie     |
| neutre                                        | Épreuve       |
| or                                            | Finale        |
| orange                                        | Petite finale |
| rose                                          | Reporté       |
| gris                                          | Annulé        |
| Compétition masculine                         | Hommes        |
| Compétition féminine                          | Femmes        |
| Compétition mixte (hommes et femmes mélangés) | Mixte         |
| Compétition en couple (1 homme et 1 femme)    | Couple        |
| modifier                                      |               |

| Horaire | Discipline Spécialité | Discipline Spécialité                             | Discipline Spécialité                      | Phase                              | Résultats | Références |
| ------- | --------------------- | ------------------------------------------------- | ------------------------------------------ | ---------------------------------- | --- | ---------- |
| 09 h 05 |                       | Curling Tournoi féminin                           | Compétition femmes                         | Premier tour 7e session            | 2 - 10 | -          |
| 09 h 05 |                       | Curling Tournoi féminin                           | Compétition femmes                         | Premier tour 7e session            | 11 - 5 | -          |
| 09 h 05 |                       | Curling Tournoi féminin                           | Compétition femmes                         | Premier tour 7e session            | 8 - 6 | -          |
| 09 h 15 |                       | Patinage artistique Danse sur glace : Danse libre | Compétition en couple (1 homme et 1 femme) | Finale                             | Gabriella Papadakis / Guillaume Cizeron · Victoria Sinitsina / Nikita Katsalapov · Madison Hubbell / Zachary Donohue | -          |
| 09 h 30 |                       | Snowboard Big air femmes                          | Compétition femmes                         | Qualifications                     | - | -          |
| 09 h 30 |                       | Bobsleigh Monobob femmes                          | Compétition femmes                         | Manche 3                           | - | -          |
| 10 h 00 |                       | Ski acrobatique Slopestyle                        | Compétition femmes                         | Qualifications                     | - | -          |
| 11 h 00 |                       | Bobsleigh Monobob femmes (manche 4)               | Compétition femmes                         | Finale                             | Kaillie Humphries · Elana Meyers · Christine de Bruin                                                                | -          |
| 12 h 10 |                       | Hockey sur glace Tournoi féminin                  | Compétition femmes                         | Demi-finale Match 25               | 10 - 3 | -          |
| 13 h 30 |                       | Snowboard Big air hommes                          | Compétition hommes                         | Qualifications                     | - | -          |
| 14 h 05 |                       | Curling Tournoi masculin                          | Compétition hommes                         | Premier tour 8e session            | 7 - 3 | -          |
| 14 h 05 |                       | Curling Tournoi masculin                          | Compétition hommes                         | Premier tour 8e session            | 6 - 5 | -          |
| 14 h 05 |                       | Curling Tournoi masculin                          | Compétition hommes                         | Premier tour 8e session            | 5 - 7 | -          |
| 14 h 05 |                       | Curling Tournoi masculin                          | Compétition hommes                         | Premier tour 8e session            | 5 - 6 | -          |
| 15 h 00 |                       | Ski acrobatique Saut                              | Compétition femmes                         | Qualification                      | - | -          |
| 18 h 00 |                       | Saut à ski Épreuve par équipe sur grand tremplin  | Compétition hommes                         | Manche d'essai pour la compétition | - | -          |
| 19 h 00 |                       | Ski acrobatique Saut                              | Compétition femmes                         | Finale                             | Xu Mengtao · Hanna Huskova · Megan Nick                                                                              | -          |
| 19 h 00 |                       | Saut à ski Épreuve par équipe sur grand tremplin  | Compétition hommes                         | Finale                             | Autriche · Slovénie · Allemagne                                                                                      | -          |
| 20 h 05 |                       | Bobsleigh Bob à deux hommes                       | Compétition hommes                         | Manche 1                           | - | -          |
| 20 h 05 |                       | Curling Tournoi féminin                           | Compétition femmes                         | Premier tour 8e session            | 5 - 6 | -          |
| 20 h 05 |                       | Curling Tournoi féminin                           | Compétition femmes                         | Premier tour 8e session            | 3 - 7 | -          |
| 20 h 05 |                       | Curling Tournoi féminin                           | Compétition femmes                         | Premier tour 8e session            | 5 - 10 | -          |
| 20 h 05 |                       | Curling Tournoi féminin                           | Compétition femmes                         | Premier tour 8e session            | 10 - 5 | -          |
| 21 h 10 |                       | Hockey sur glace Tournoi féminin                  | Compétition femmes                         | Demi-finale Match 26               | 4 - 1 | -          |
| 21 h 40 |                       | Bobsleigh Bob à deux hommes                       | Compétition hommes                         | Manche 2                           | - | -          |

## Tableau des médailles provisoire
- Pays organisateur (Chine)

| Rang  | Nation      | Or | Argent | Bronze | Total |
| ----- | ----------- | -- | ------ | ------ | ----- |
| 01    | États-Unis  | 1  | 1      | 2      | 4     |
| 02    | France      | 1  | 0      | 0      | 1     |
| 02    | Chine       | 1  | 0      | 0      | 1     |
| 02    | Autriche    | 1  | 0      | 0      | 1     |
| 05    | ROC         | 0  | 1      | 0      | 1     |
| 05    | Biélorussie | 0  | 1      | 0      | 1     |
| 05    | Slovénie    | 0  | 1      | 0      | 1     |
| 08    | Canada      | 0  | 0      | 1      | 1     |
| 08    | Allemagne   | 0  | 0      | 1      | 1     |
| Total | Total       | 4  | 4      | 4      | 12    |

| Rang  | Nation           | Or | Argent | Bronze | Total |
| ----- | ---------------- | -- | ------ | ------ | ----- |
| 01    | Norvège          | 9  | 5      | 7      | 21    |
| 02    | Allemagne        | 8  | 5      | 2      | 15    |
| 03    | États-Unis       | 7  | 6      | 3      | 16    |
| 04    | Pays-Bas         | 6  | 4      | 2      | 12    |
| 05    | Autriche         | 5  | 6      | 4      | 15    |
| 06    | Suède            | 5  | 3      | 3      | 11    |
| 07    | Chine            | 5  | 3      | 2      | 10    |
| 08    | ROC              | 4  | 6      | 8      | 18    |
| 09    | France           | 3  | 6      | 2      | 11    |
| 10    | Suisse           | 3  | 0      | 5      | 8     |
| 11    | Italie           | 2  | 5      | 4      | 11    |
| 12    | Japon            | 2  | 4      | 5      | 11    |
| 13    | Slovénie         | 2  | 3      | 2      | 7     |
| 14    | Canada           | 1  | 4      | 10     | 15    |
| 15    | Corée du Sud     | 1  | 3      | 1      | 5     |
| 16    | Australie        | 1  | 2      | 1      | 4     |
| 17    | Finlande         | 1  | 1      | 2      | 4     |
| 18    | Hongrie          | 1  | 0      | 2      | 3     |
| 19    | Tchéquie         | 1  | 0      | 1      | 2     |
| 20    | Nouvelle-Zélande | 1  | 0      | 0      | 1     |
| 20    | Slovénie         | 1  | 0      | 0      | 1     |
| 22    | Biélorussie      | 0  | 2      | 0      | 2     |
| 22    | Espagne          | 0  | 1      | 0      | 1     |
| 24    | Belgique         | 0  | 0      | 1      | 1     |
| 24    | Lettonie         | 0  | 0      | 1      | 1     |
| 24    | Pologne          | 0  | 0      | 1      | 1     |
| Total | Total            | 69 | 69     | 69     | 207   |